# Biserica Ortodoxă Poloneză

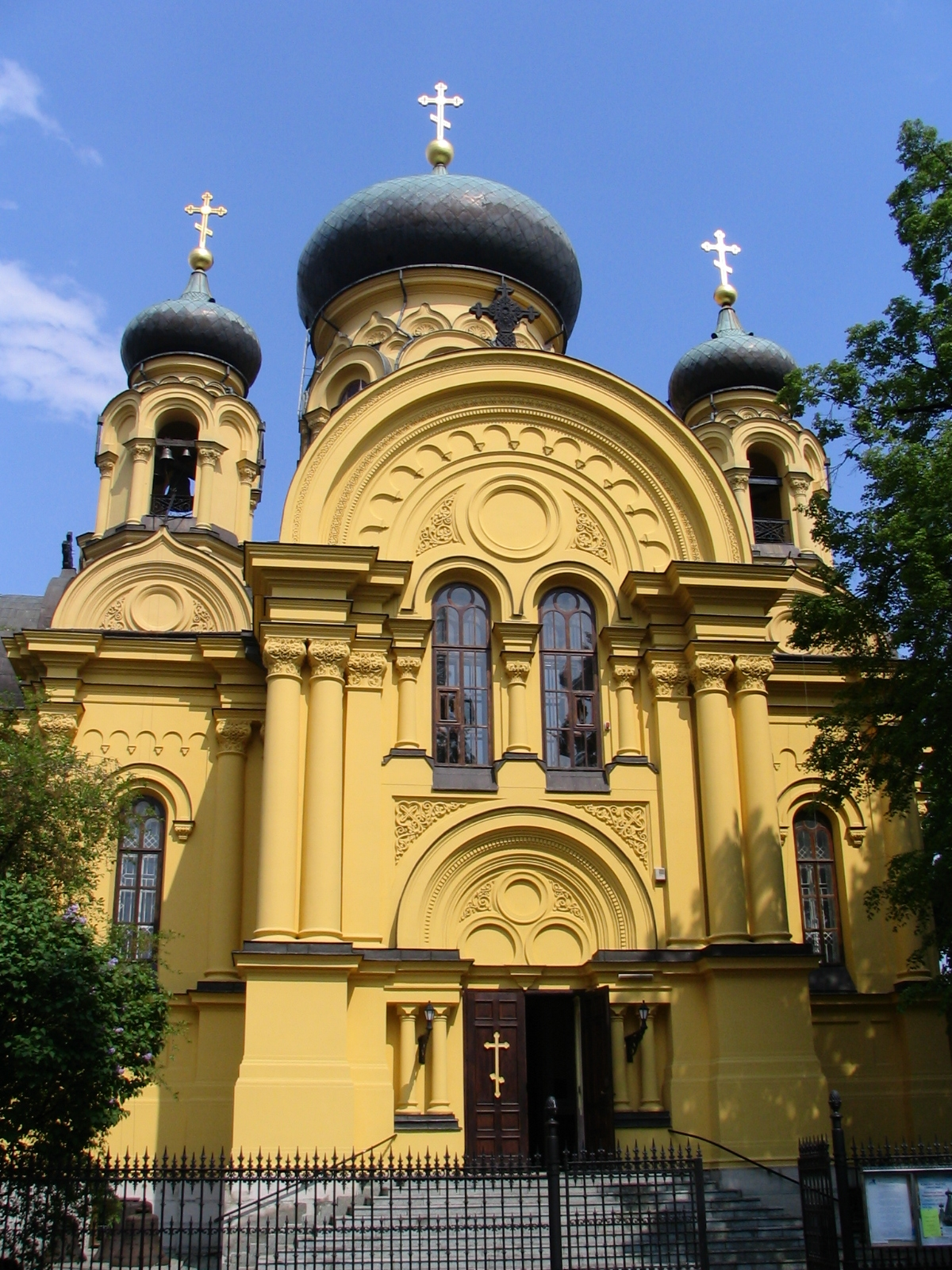
Catedrala Sfânta Maria Magdalena din Varșovia.

Biserica Ortodoxă Poloneză (în poloneză Polski Autokefaliczny Kościół Prawosławny, în traducere „Biserică Ortodoxă Autocefală din Polonia”) este una din bisericile autocefale ale creștinismului ortodox. A fost formată în 1924, când Polonia și-a recăpătat independența după Primul Război Mondial, cu scopul de a acomoda creștini ortodocși din partea orientală a țării. 
Biserica Ortodoxă din Polonia este cu cei circa 600.000-800.000 de credincioși cea mai mare biserică din Polonia după cea romano-catolică. Ea este condusă de Sawa Hrycuniak, mitropolitul Varșoviei și al întregii Polonii. Are șapte episcopii, iar cei mai mulți credincioși sunt polonezi sau ucraineni care trăiesc în regiunea Białystok.

## Istoric
Până în secolul al XVII-lea când Poloniei a fost împărțită în trei părți administrația statului era delimitată de granița confesională. Sudul și vestul țării erau catolice, iar în nord și în răsărit predomina elementul ortodox. După împărțirea Poloniei vestul și sudul au intrat în sfera administrativă a Prusiei și a Imperiului Austro-Ungar, iar răsăritul a revenit Rusiei. Astfel ortodocșii polonezi au intrat sub administrația Patriarhiei Ruse.
După primul război mondial milioane de ortodocși polonezi au devenit din nou o minoritate statul polonez proaspăt reînființat. Deoarece regimul politic al Poloniei făcea presiuni pentru o separare administrativă a Bisericii Ortodoxe Poloneze de Biserica Ortodoxă Rusă, a fost convocat un sinod în Varșovia în anul 1922 care a proclamat autocefalia Bisericii Ortodoxe Poloneze. Cu toate că autocefalia a fost confirmată de către patriarhul ecumenic Constantin al VI-lea în anul 1924, patriarhatul moscovit a privit aceasta ca pe un amestec în treburile interne și a refuzat să recunoască autocefalia Bisericii Ortodoxe Poloneze.
Viața Bisericii Ortodoxe Poloneze din perioada interbelică a fost impregnată de conflicte interbisericești și interortodoxe. În interiorul Bisericii era o antinomie evidentă între episcopat care era aproape exclusiv de proveniență rusă și credincioși care erau într-o proporție de două treimi ucraineni. Episcopii ruși au refuzat numirea și hirotonirea unor episcopi ucraineni și au interzis folosirea limbii ucrainene în cadrul Sfintei Liturghii. În relațiile externe ale bisericii conflictele au apărut aproape în exclusivitate cu Biserica Catolică, care era sprijinită de  stat. Acesta dorea ca predicile să fie făcute, în mod obligatoriu, doar în poloneză, urmărind închiderea și distrugerea (sau cel puțin limitarea) bisericilor ortodoxe și convertirea pe scară largă a ortodocșilor la catolicism.
În timpul celui de al doilea război mondial, când Polonia a fost ocupată de puterile combatante, credincioșii din partea răsăriteană ocupată de ruși au revenit sub jurisdicția Patriarhiei Ruse, iar credincioșii din teritoriile ocupate de germani au rămas în continuare autonomi. 

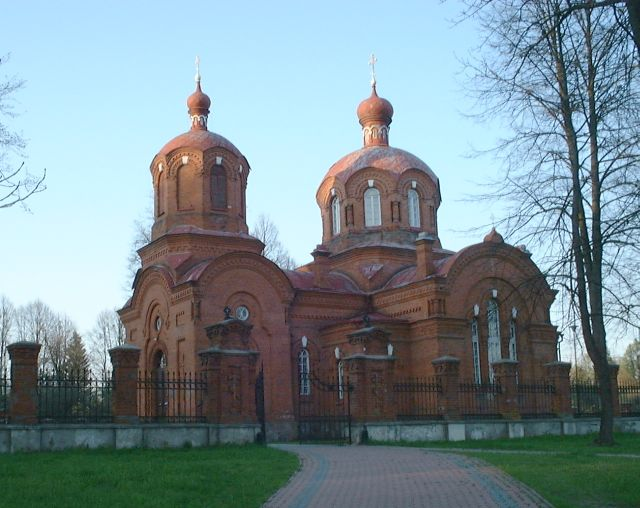
Biserica Ortodoxă Sfântul Nicolae din Białowieża

Mișcările masive ale populației civile care au avut loc la sfârșitul celui de al doilea război mondial au influențat și structura parohială a Bisericii Ortodoxe Poloneze: În cadrul așa numitei operații Weichsel/Akcja Wisła a fost strămutată în mod samavolnic o parte a ucrainenilor ortodocși din estul Poloniei de azi în regiunile din vestul și nordul Poloniei nou anexate la încheierea războiului (Prusia Răsăriteană, Pomerania Posterioară și Silezia) și au fost alcătuite astfel parohii noi. Altă parte a ucrainenilor a fost strămutata samavolnic în partea ucraineană a Uniunii Sovietice, care includea la acea dată și fosta parte de răsărit a Poloniei iar parohiile de acolo au rămas în continuare sub jurisdicția patriarhatului moscovit.
După preluare puterii de către comuniști în anul 1948 mitropolitul ortodox al Varșoviei a fost demis pentru atitudinea sa anticomunistă. În același an, la rugămintea sinodului de la Varșovia controlat de comuniști, Patriarhia Moscovei declară autocefalia Bisericii Ortodoxe Poloneze acordată de către Patriarhul Constantinopolului în 1924 ca fiind nulă și fără valoare juridică și publică un statut al propriu privind autocefalia Bisericii Ortodoxe Poloneze. Cu toate aceste scaunul episcopal al Varșoviei rămâne vacant până în 1951, când Moscova numește mitropolit pe arhiepiscopul de Liov din Ucraina.

## Organizarea
Biserica Ortodoxă poloneză este împărțită în șapte episcopii teritoriale la care se adaugă o episcopie a armatei. Cei opt episcopi al căror întâistătător este Mitropolitul Varșoviei și al întregii Polonii coordonează activitatea pastorală a circa 400 de preoți care activează în 220 de parohii. La acestea se adauhă și alte episcopii și parohii din diaspora în special în Portugalia, Spania, Brazilia sau Italia.
Biserica Ortodoxă Poloneză mai are un număr de aproximativ 100 de monahi și monahii care viețuiesc în cinci mănăstiri de călugări și trei mănăstiri de maici.
Pentru pregătirea teologică a viitorilor candidați la treapta preoției este finanțată din fonduri proprii o catedră de teologie la Universitatea din Białystok și o alta la  Academia Teologică din Varșovia. În afară de aceste instituții universitare mai sunt susținute de biserică un seminar preoțesc la Varșovia, o școală de iconografie la Bielsk Podlaski și o școală de muzică bisericească la Hajnówka.

## Activitatea ecumenică
Biserica Ortodoxă Poloneză este membră în Consiliul Mondial al Bisericilor, Conferința Bisericilor Europene, Comisia Internațională de Dialog Teologic Catolic Ortodox și în Consiliul Ecumenic Polonez (Polska Rada Ekumeniczna). 
O deosebită însemnătate o au relațiile cu Biserica Evanghelică din Saxonia (Sachsen). În cadrul acestui parteneriat are loc anual o consfătuire tematică la nivelul episcopatului și se află se desfășoară diverse proiecte diaconale pe baza unui parteneriat evanghelico-ortodox.